# Valentin Konovalov
Valentin Olegovič Konovalov (Ochotsk, 30 novembre 1987) è un politico russo, Capo della Repubblica di Chakassia dal 15 novembre 2018.

## Biografia
Nato a Ochotsk, nel territorio di Chabarovsk, da una famiglia di ingegneri si trasferì a Noril'sk insieme alla famiglia, diplomandosi nel 2005 presso il ginnasio n° 5. Successivamente ha iniziato a studiare giurisprudenza presso l'Università statale della Chakassia "N. F. Katanov", laureandosi nel 2010 in diritto pubblico e proseguendo con studi post-laurea in teoria e storia del diritto.
Nel 2007 è entrato a far parte del Partito Comunista e poi nel 2009 del Komsomol, divenendo primo segretario del ramo dell'organizzazione giovanile del partito in Chakassia. Nel 2013 fu eletto col KPRF al consiglio comunale di Abakan.
Successivamente si presentò alle elezioni del 2018 sia come candidato governatore che come candidato membro del Consiglio supremo della Chakassia; al primo turno delle elezioni governatoriali ottenne il 44%, superando di misura gli altri tre candidati, tra cui il governatore uscente Viktor Zimin. Dopo le rinunce di due degli altri tre candidati e i conseguenti rinvii fu presentato un ricorso alla Corte suprema della Chakassia da parte della Commissione elettorale della Repubblica per chiedere l'eliminazione della sua candidatura sostenendo che nei documenti consegnati al momento della candidatura vi erano alcuni errori formali. L'operato della Commissione elettorale della Repubblica è stato criticato aspramente dalla Presidente della Commissione elettorale centrale della Federazione Russa Ėlla Pamfilova.
Successivamente il Capo ad interim della Repubblica Michail Razvožaev ha richiesto alla Commissione elettorale repubblicana di ritirare il proprio ricorso, in concomitanza con l'interruzione da parte della Corte suprema dell'esame di un altro ricorso presentato dal candidato del Partito della Crescita Aleksandr Mjachar, che, sulla scorta di quanto rilevato dalla Commissione elettorale riguardo la violazione della legge in un video della campagna elettorale di Konovalov, ne chiedeva l'annullamento della candidatura; contestualmente Mjachar ha ritirato anche la propria candidatura.
Dopo i vari rinvii Konovalov nel novembre 2018 è stato eletto Capo della Repubblica di Chakassia col 57,7% dei voti.